# Купино (Харьковская область)
Ку́пино (укр. Купине) — село в Ольховатской сельской общине Купянского района Харьковской области Украины.
Код КОАТУУ — 6321485513. Население по переписи 2001 г. составляет 46 (15/31 м/ж) человек.

## Географическое положение
Село Купино находится недалеко от истока реки Плотва, на расстоянии в 1 км находится сёла Любановка и Грачевка, ниже по течению реки в 2-х км село Чорное.

## История
- 1699 — дата основания.
- До 17 июля 2020 года село входило в Чёрненский сельский совет, Великобурлукский район, Харьковская область.
- Население по переписи 2019 года составляло 18 (8/10 м/ж) человек.

## Экономика
- В селе при СССР была молочно-товарная ферма.

## Объекты социальной сферы
- Клуб.